# Ituzaingó (Corrientes)
Ituzaingó ist die Hauptstadt des gleichnamigen Departamento Ituzaingó in der Provinz Corrientes im Nordosten Argentiniens. In der Klassifizierung der Gemeinden in der Provinz Corrientes zählt Berón de Astrada zur 2. Kategorie.

## Geschichte
Der Ortsname entstammt der Sprache der Guaraní. In diesem Fall soll er an die Schlacht von Ituzaingó vom 20. Februar 1827 im heutigen Brasilien erinnern, in der sich argentinische, brasilianische und uruguayische Truppen gegenüberstanden.

## Tourismus
Ituzaingó ist einer der wichtigsten Badeorte der Provinz Corrientes. In den letzten Jahren zieht er immer mehr Touristen aus Posadas an die Strände des Ortes. 

## Persönlichkeiten
- Mariana Larroquette (* 1992), Fußballspielerin